# Aozora Bunko
Aozora Bunko (jap. 青空文庫, dt. „Bibliothek des blauen Himmels“) ist ein japanisches Projekt zum Aufbau einer elektronischen Bibliothek frei zugänglicher Texte, ähnlich dem Project Gutenberg. Auf der Website werden literarische Werke japanischer Schriftsteller und Dichter, vorwiegend aus der Meiji- und frühen Shōwa-Zeit, deren Urheberrecht erloschen ist oder deren Urheberrecht auf Aozora übertragen wurde, kostenfrei angeboten. Darüber hinaus werden auch Übersetzungen ausländischer Werke und von den Autoren selbst redigierte Werke der Gegenwartsliteratur angeboten. Das Projekt wurde von dem Herausgeber und Schriftsteller Michio Tomita 1997 ins Leben gerufen.

## Überblick
In Japan lief bis 2018 das Urheberrecht bereits 50 Jahre nach dem Tod des Autors aus. Es gibt es auf der Seite schon früher Texte als z. B. beim Project Gutenberg, da Werke von bis 1968 verstorbener Autoren gemeinfrei waren. Im Zusammenhang mit der Verbesserung des Handels starteten die amerikanische und japanische Regierung 2003 die U.S.-Japan Regulatory Reform and Competition Policy Initiative. Diese Initiative sah unter anderem vor das japanische Urheberrecht für Einzelpersonen auf 70, das juristischer Personen auf 95 Jahre zu verlängern. Das Projekt sprach sich gegen die Ausweitung des Urheberrechts auf 70 Jahre aus und sammelte von 2007 an Unterschriften gegen die Verlängerung. Mit dem Regierungswechsel von der LDP zur Demokratischen Partei 2009 wurde diese Initiative vom Kabinett Yukio Hatoyama gekippt. Nach dem Beitritt Japans zum TPP-Abkommen beträgt seit 2019 der Urheberschutz grundsätzlich 70 Jahre, für Einzelwerke 70 Jahre nach dem Tod des Autors, für andere Werke wie Filme 70 Jahre nach deren Veröffentlichung.
Die Inhalte der dargebotenen Werke reichen von Politik über Dichtung bis hin zu Kriminalromanen und Unterhaltungsliteratur. Meist ist nicht das Gesamtwerk eines Autors verfügbar, doch werden auch Schriften mit geringem Umfang geführt, die als einführende Lektüre dienen können. Anfang 2011 Überschritt das Projekt die Anzahl von 10.000 Schriftstücken.
Als Quelle dient eine formatlose Textdatei ohne Abbildungen und Illustrationen, da der Urheber der Illustrationen und des Textes häufig verschiedene Personen sind und sich daher die Dauer der Urheberrechte unterscheidet. Die Texte sind entweder als Textdatei, kodiert mit dem Zeichensatz JIS X 0208, oder als XHTML-Datei in einer Aozora eigenen Formatierung verfügbar. Bei den XHTML-Dateien wird die Ruby-Erweiterung des W3C benutzt. Die Dateien lassen sich zudem auf Handys und PDAs nutzen.
Ein Problem, mit dem das Aozora-Projekt von Beginn an kämpft, ist der Mangel an ehrenamtlichen Korrektoren. Die Texte werden ebenfalls von ehrenamtlichen Helfern eingegeben und aufbereitet und in einem zweiten Schritt von der Gruppe der Korrektoren gegengelesen und verbessert. Die Texte werden erst nach dem Abschluss der Korrektur öffentlich zugänglich gemacht. Der Mangel an Korrektoren führte stets dazu, dass eine große Zahl von Texten als auf Korrektur wartend deklariert und so nicht zugänglich sind.

## Verwendung
Die Webseite des Aozora-Projektes bietet sowohl ein Sach-, wie auch ein Personenregister. Die Daten können als Liste im CSV-Format und als komprimierte ZIP-Datei heruntergeladen werden. Details können zudem als Webseite wie folgt aufgerufen werden:
https://www.aozora.gr.jp/cards/xxxxxx/cardyyyyy.html
- xxxxxx ist dabei die sechsstellige Identifikationsnummer der gesuchten Person (mit führenden Nullen)
- yyyyyy ist dabei die bis zu sechsstellige Identifikationsnummer des gesuchten Werkes
  - Beispiel: Werk Faraday no den (ID: 46340) von Aichi, Keiichi (ID: 1234) ergibt: https://www.aozora.gr.jp/cards/001234/card46340.html[4]

Zudem gibt es eine eigene Sammlung von Essays (Zuihitsu).